# Сенеге
Сенеге, Сенеґе (італ. Seneghe, сард. Sèneghe) — муніципалітет в Італії, у регіоні Сардинія,  провінція Ористано.
Сенеге розташоване на відстані близько 390 км на південний захід від Рима, 110 км на північний захід від Кальярі, 21 км на північ від Ористано.
Населення — 1789 осіб (2014).
Щорічний фестиваль відбувається 20 січня. Покровитель — San Sebastiano.

## Демографія
Населення за роками:

Станом на 1 січня 2023 року в муніципалітеті офіційно проживало 27 іноземців з 17 країн, серед них 12 громадян країн Євросоюзу та 1 громадянин України.

## Сусідні муніципалітети
- Бонаркадо
- Кульєрі
- Міліс
- Нарболія
- Санту-Луссурджу
- Сан-Веро-Міліс